# Marcăuți
Marcăuți è un comune della Moldavia nel distretto di Dubăsari di 730 abitanti al censimento del 2004